# متروی مادرید

نقشهٔ خطوط کنونی و در حال ساخت متروی مادرید که تا سال ۲۰۱۶ میلادی به بهره‌برداری نهایی خواهند رسید.

متروی مادرید سامانه قطار شهری مادرید پایتخت کشور اسپانیا است. متروی مادرید پس از متروی لندن، متروی نیویورک، متروی مسکو، متروی سئول و متروی شانگهای در رده ششمین متروی جهان از لحاظ طول خطوط است.
متروی مادرید دارای ۱۳ خط و ۳۰۱ ایستگاه است.